# 爆笑!!ドットスタジオ
『爆笑!!ドットスタジオ』（ばくしょう ドットスタジオ）は、1982年10月11日から1983年6月27日までテレビ朝日系列局で放送されていたバラエティ番組である。テレビ朝日とオフィス・トゥー・ワンの共同製作。放送時間は毎週月曜 20:00 - 20:54 （日本標準時）。

## 概要
1982年9月まで月曜20時台と21時台に編成されていた『ゴールデンワイド劇場』が終了し、後継枠である『月曜ワイド劇場』が1時間遅い時間帯に編成されたため、同時間帯では久々のバラエティ番組となるこの番組がスタートした。
パロディコントを中心とする内容で放送されていたが、番組は放送開始から半年でリニューアル。1983年春の改編に合わせて出演者と内容を大幅に変更したものの、結局番組は9か月で終了した。リニューアル前まではハナ肇がメインを務めていたが、その後はハナに替わって東八郎がメインを務めていた。

## 出演者

### 第1期
- ハナ肇
- おぼん・こぼん
- 西川峰子（後の仁支川峰子）
- せんだみつお
- 轟二郎
- カレオ - 高見山（12代目東関）のはとこであるハワイアン。体重100kgを軽く超える巨漢ぶりが売りで、片言の日本語を駆使してコントをこなしていた。
- アゴ&キンゾー
- 小柳トム（後のBro.TOM）
- 所ジョージ
- とんねるず
- でんでん
- 南たかし
- ビジーフォー
- 岩城徳栄
- 大川直子
- 佐々木よしえ
- 小島ユミ
- 古舘伊知郎（当時テレビ朝日アナウンサー）
- ほか

### 第2期
- 東八郎
- 山本リンダ
- とんねるず
- ガッツ石松
- おぼん・こぼん
- 古舘伊知郎
- イッセー尾形
- 所ジョージ
- 迫文代（当時テレビ朝日アナウンサー）

## 主なコーナー
ちょっと時代劇
前期のコーナー。様々な時代劇のパロディコント。
極道テレビ花田組
「義理と人情計りにかけりゃあ、視聴率が重たいテレビの世界、辛い浮世のお茶の間に、せめて咲かそか男花」という梅宮辰夫のナレーション口上で始まる、前期の名物コーナー。花田親分（ハナ）率いるヤクザ「花田組」がテレビ局を造ったという設定の元、様々なテレビ番組をヤクザ風にパロディ化していた。司会は概ねおぼんと西川が担当していた。
「ヤクザ」という設定のため、「素人衆のど自慢」では不合格者を機関銃で銃殺するなど、ブラック・ユーモア的な内容が多かった。場合によっては、「近江刑事（近江俊郎）が花田組に乱入する」や「花田組が財政難に陥ったため、内田親分（内田朝雄）が助ける」といったパロディ以外の展開を見せることもあった。
くすぐりプロレス
前期のコーナー。文字通りくすぐりを武器に、相手をギブアップさせるまで闘うという、プロレスのパロディ。とんねるずやアゴ&キンゾーなどがレスラーに扮し、実況は古舘が担当した。
さかさベストテン
後期のコーナーで、所と迫が司会を担当。コーナーの最初と最後には、司会の2人が文字通り“さかさ”になった状態で登場するという趣向があった（単純にテレビカメラを上下“さかさ”にして映しただけである）。オリコンチャートの191位から200位まで順に紹介し、ランクインした歌手にスタジオで歌ってもらっていた。しかし、出演する歌手はかなり少なかった。1983年5月23日の放送では南一誠が「俺とお前」を歌った。
伊知郎の夢中中継
後期のコーナー。『ワールドプロレスリング』の過激な実況で頭角を現した古舘が、いかなる状況に対しても過激に実況するコーナー。「歯医者の診療」「寿司屋」「ラーメン屋」「学生追い出しコンパ」などの日常的な風景を実況するのが主であり、ペットショップでの犬たちのじゃれ合いを「犬のIWGP」と称して実況したこともある。
葛飾亀有三丁目交番
後期のコーナー。警察官に扮するイッセー尾形が、屋外ロケのコントを繰り広げた。「参ったなぁ〜」が口癖。コーナーの終わりには、挿入歌「葛飾亀有三丁目交番番歌」が流れた。

## 「極道テレビ花田組」で放送されたパロディ
かっこ内は元ネタ番組。
- 素人衆のど自慢（NHKのど自慢）
- 3年B組金バッジ先生（3年B組金八先生）
- ヤクザヌーンショー（アフタヌーンショー）
- おもしれぇ夫婦（唄子・啓助のおもろい夫婦）
- フィーリングヤクザ5vs5 （プロポーズ大作戦）
- ゆく年めぇる年（ゆく年くる年）
- 新春オールヤクザかくし芸大会（新春かくし芸大会）
- びっくりやくざ新記録（びっくり日本新記録）
- 一家そろって歌合戦（家族そろって歌合戦）
- 欽ちゃんの首領とこやってみようドン! （欽ドン!良い子悪い子普通の子＋欽ちゃんのどこまでやるの?）
- オヤブンPM （11PM）
- ヤクザCM大賞（広告大賞）
- ヤクザ料理天国（料理天国）
- ズームイン!!シマ（ズームイン!!朝）
- ほか

## スタッフ
- 構成：出倉宏、廣岡豊、清水東
- 音楽：田辺信一
- イラスト：下田一貴
- 技術：西原武伴
- T・D：柳原成
- カメラ：吉田治
- 照明：小林章
- 音声：野田耕二
- VE：赤松比呂志
- 編集：音響ハウス
- 効果：大野友造
- 美術制作：安川毅
- デザイン：金子幸雄
- 美術進行：富田秀之
- ディレクター：長谷川義夫
- 演出：赤尾健一
- プロデューサー：河村シゲル（OTO）、蒲生直人（テレビ朝日）
- 技術協力：東通
- 制作：テレビ朝日、オフィス・トゥー・ワン

## 放送局
- テレビ朝日（製作局）
- 北海道テレビ
- 東日本放送
- 福島放送
- 静岡県民放送（けんみんテレビ、現・静岡朝日テレビ）
- 名古屋放送（現・名古屋テレビ）
- 朝日放送
- 広島ホームテレビ
- 瀬戸内海放送
- 九州朝日放送
- 鹿児島放送

## エピソード
- 「ヤクザヌーンショー」で通信販売のパロディが行われ、おぼんが「1万円でこれだけ良く斬れる長ドスが買えます。お求めの方はこちらへどうぞ」と言って当時のテレビ朝日の電話番号を写したところ、本物のヤクザから購入希望の電話がテレビ朝日へかかったことがある。某週刊誌で掲載された[どれ?]。
- 「ヤクザCM大賞」を放送した回では、本来は「久米殺のヤクザスクランブル」（『久米宏のTVスクランブル』のパロディ）を放送する予定であった（内容が変更された理由については不明）。